# 米尔布尔哈斯县

所在位置

米尔布尔哈斯县（乌尔都语: ضلع میرپور خاص），巴基斯坦信德省的一个县，位于该省中部。1998年人口1,569,030人。61.70%的人使用信德语，18.34%使用乌尔都语，10.73%使用旁遮普语。86.37%的人信仰伊斯兰教，12.73%信仰印度教。

## 行政区划
米尔布尔哈斯县分为3个乡。